# 강수연 (연출가)
강수연은 대한민국의 텔레비전 드라마 연출감독이다.

## 학력 및 경력
- KBS 프로듀서

## 드라마
- 2014년 KBS1 대하드라마 《정도전》 ... 조연출
- 2019년 KBS2 월화 미니시리즈 《조선로코 - 녹두전》 ... 공동연출
- 2023년 KBS2 수목 미니시리즈 《어쩌다 마주친, 그대》 ... 공동연출